# Kandare

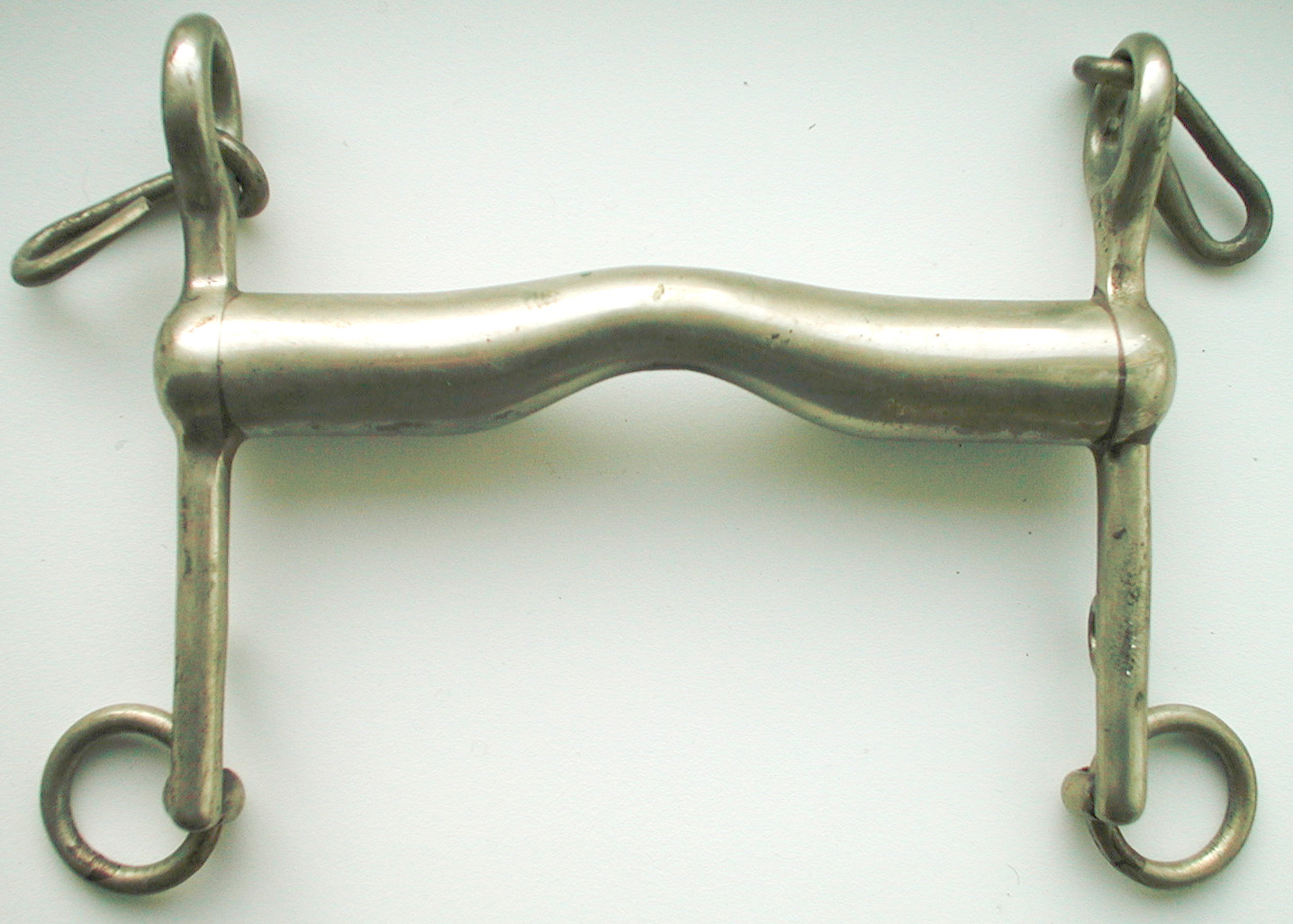
Dressurkandare

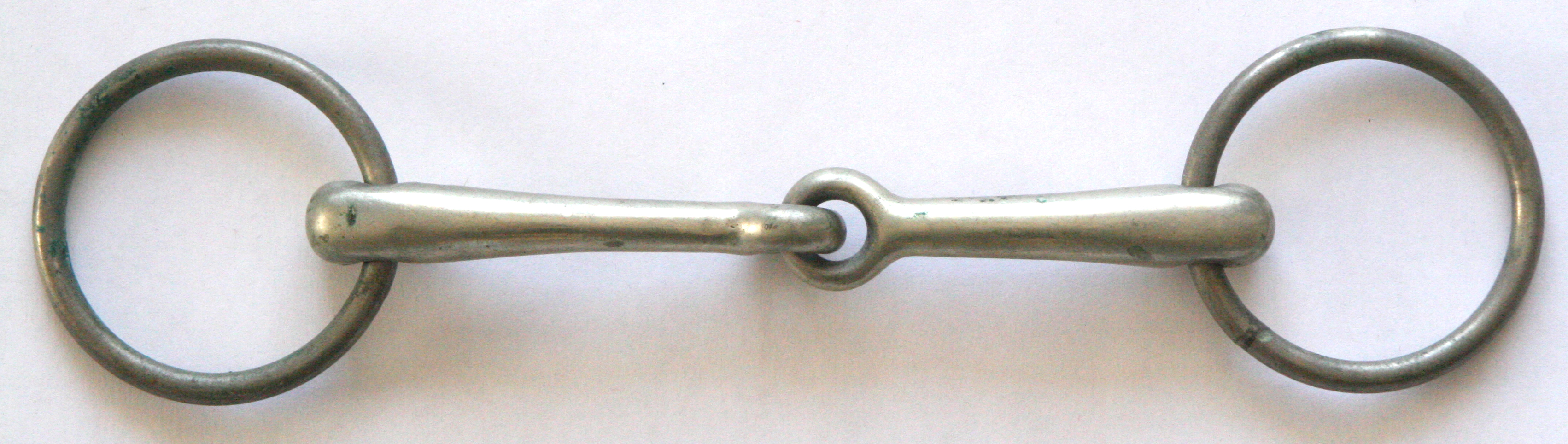
Unterlegtrense

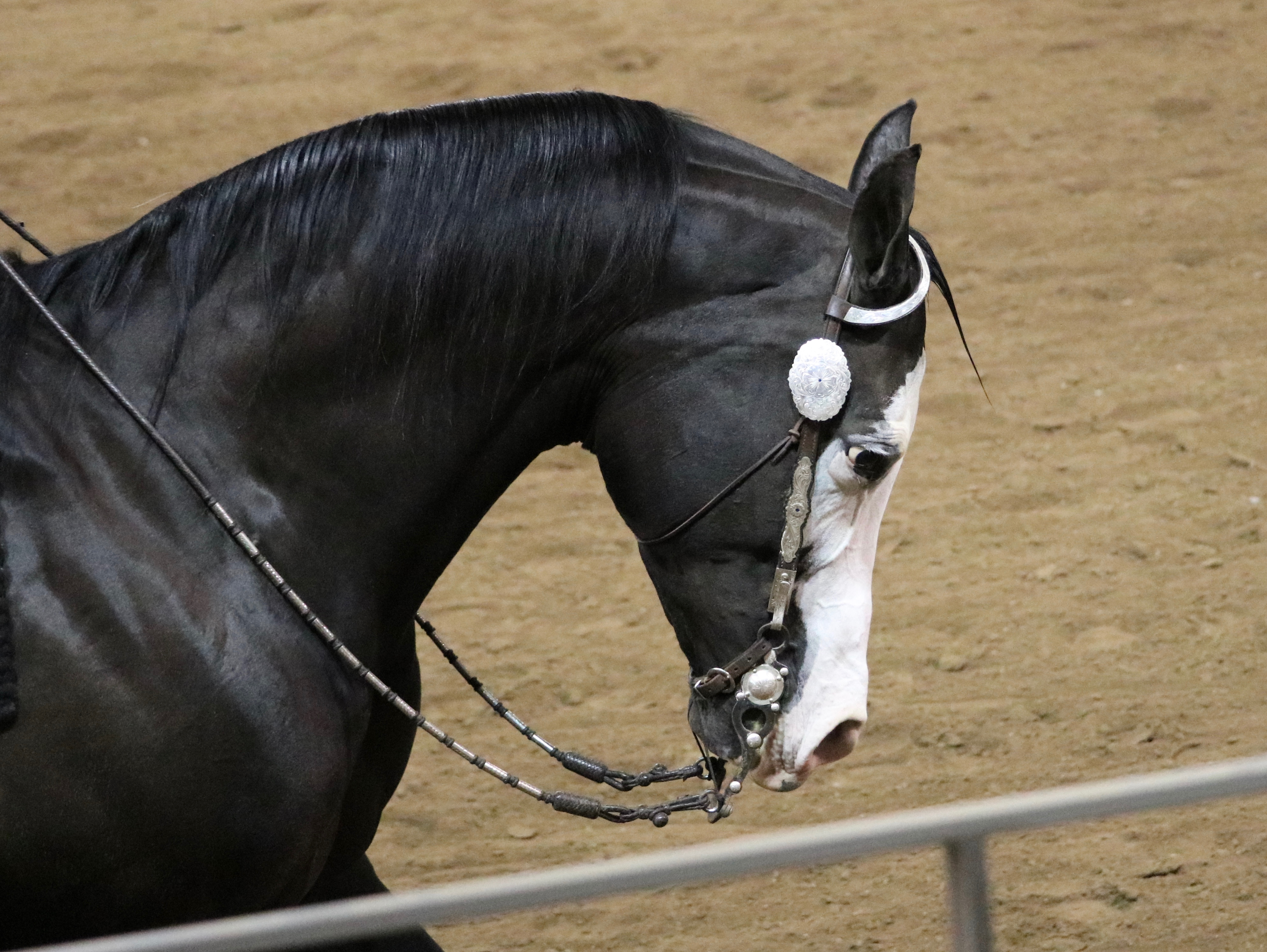
Araber mit Einohrzaum und blanker Westernkandare

Kandare (von ungarisch kantár, „Zaumzeug“) nennt man im Pferdesport ein ungebrochenes Gebissstück mit Hebelwirkung, im Unterschied zur hebellosen Trense. Die Kandare dient der Verfeinerung der Hilfengebung. Mit der Kandare, oft schlicht „Stange“ genannt, dürfen nur Reiter mit weicher Hand und unabhängigem Sitz reiten, da durch die Hebelwirkung eine enorme Kraft aufgebaut werden kann, wodurch es bei unsachgemäßem Gebrauch zu Verletzungen des Pferdemauls kommen kann.
Ein weiteres Gebiss mit Hebelwirkung ist das Pelham, an dem ohne Unterlegtrense zwei Zügelpaare angebracht werden können.

## Aufbau
Die Kandare besteht aus einem durch das Pferdemaul geführten Mundstück, an der seitlich, außerhalb des Pferdemauls liegend Querschenkel, die sogenannten „Bäume“ oder Anzüge, angebracht sind. Der Oberbaum ist mit dem Backenstück des Kandarenzaumes verbunden, während die längeren Unterbäume mit den Zügeln verbunden sind. Zusammen mit einer Kinnkette, die unter der Kinngrube des Pferds durchgeführt wird und seitlich im Bereich der oberen Stangenenden an Kinnkettenhaken eingehängt ist, wird eine Hebelwirkung erzeugt.

## Wirkung
Die Kandare wirkt auf dreifache Weise: Zum einen wird durch Zug am Zügel ein Zug auf das Maul in Richtung Hand ausgeübt, zum anderen der Unterkiefer zwischen Stange und Kinnkette gedrückt. Weiterhin entsteht durch den Hebel über das Zaumzeug ein Druck auf das Genick. Diese Wirkung ist desto stärker, je größer das Verhältnis von Unterbaum zu Oberbaum ist. Aus der bloßen Länge des Unterbaums lässt sich allein nicht auf eine scharfe Kandare schließen. Lange Unterbäume in Verbindung mit langen Oberbäumen lassen die Kandare „langsam“ und fürs Pferd vorhersehbarer wirken, das heißt erst nach einem gewissen Zügelweg. Wichtig für die Wirkung der Kandare ist die korrekte (nicht zu enge oder zu lockere) Einstellung der Kinnkette sowie Auswahl einer Kandare mit zum Pferdemaul passender Zungenfreiheit.
Die Kandare ist entwickelt worden, um eine gegenüber der Trense vermehrte und verfeinerte Einwirkung auf das Pferd zu ermöglichen, vor allem bei einhändiger Zügelführung. Sie ist nicht geeignet, Pferde am Durchgehen zu hindern.

## Kandarenreife
Wegen der schärferen, aber auch präziseren Einwirkung der Kandare müssen sowohl Reiter als auch Pferd einen fortgeschrittenen Ausbildungsstand haben. Hierbei ist wichtig, dass das Pferd auf Trense gut an den reiterlichen Hilfen steht. Eine zwanglose Anlehnung ist hierfür genauso notwendig wie Durchlässigkeit und eine vertrauensvolle Maul-Hand-Beziehung. Sollte es Probleme mit der Anlehnung auf Trense geben, so eignet sich die Kandare nur unter bestimmten Korrekturmaßnahmen. Lektionen müssen immer erst trensenreif sein, bevor man diese auf der Kandare durchführen kann. Der Grund liegt darin, dass die Kandarenwirkung ein Pferd in eine gewisse Kopfhaltung zwingen kann, dies aber nicht der Sinn ist. Das Reiten auf Kandare muss aber nicht bedeuten, dass es sich tatsächlich um einen sehr guten Reiter handelt. Bei bewusst oder unbewusst falscher Anwendung der Kandare kann das Tier dabei unnötige Schmerzen durch die Hebelwirkung der Kandare erleiden.

## Arten der Kandare

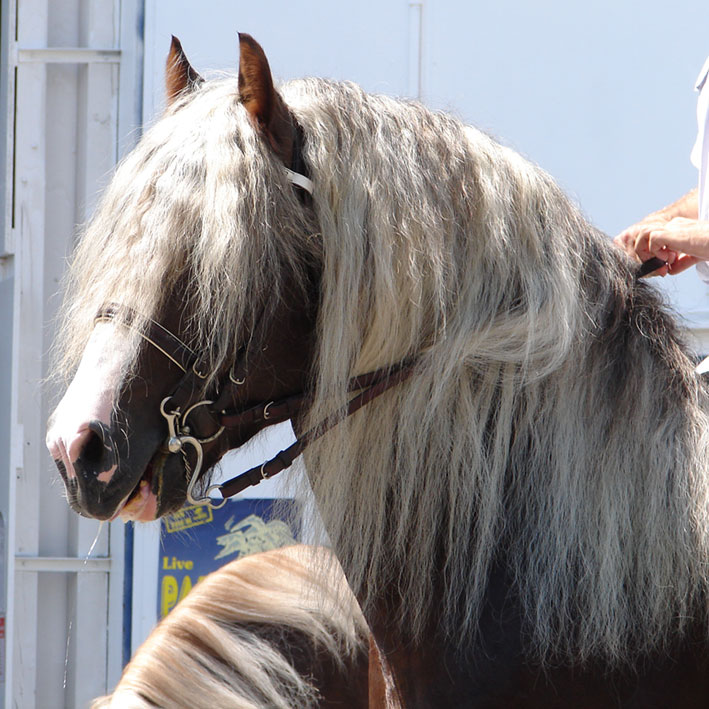
Schwarzwälder Kaltblut mit S-Kandare

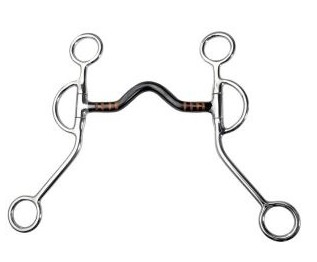
C-Kandare mit beweglichen langen Bäumen und großer Zungenfreiheit

Nach der Form der Unterbäume unterscheidet man die preußische Kandare mit geraden Bäumen, die C- und die S-Kandare, wobei die beiden letztgenannten den Vorteil haben, dass das Pferd die Unterbäume nicht mit den Lippen ergreifen kann, da sie weiter hinten sind.
Zusätzlich wird noch unterschieden zwischen Kandaren mit starren Bäumen und solchen mit beweglichen Schenkeln.
Es gibt auch Westerngebisse bzw. Islandpferdegebisse, die wie Trensen gebrochen sind (amerik. „snaffle bit with shanks“) und eher wie Hebeltrensen wirken. Diese Gebisse gehören nicht zu den Kandaren.

## Unterlegtrense oder Filet
Beim Dressurreiten wird die Kandare immer mit einer Unterlegtrense ergänzt. Das ist eine etwas dünnere Trense, die oberhalb der Stange im Maul liegt und mit zusätzlichen Trensenzügeln verbunden ist. Sie wird auch Filet genannt.
Beim Westernreiten und beim Fahren wird auf die Unterlegtrense verzichtet. Im Westernreiten, in den iberischen Reitweisen sowie in der klassischen Reitkunst wird das fertig ausgebildete Pferd in der Regel mit einhändiger Zügelführung auf der blanken Kandare, also ohne Unterlegtrense, geritten.

## Dressurkandare

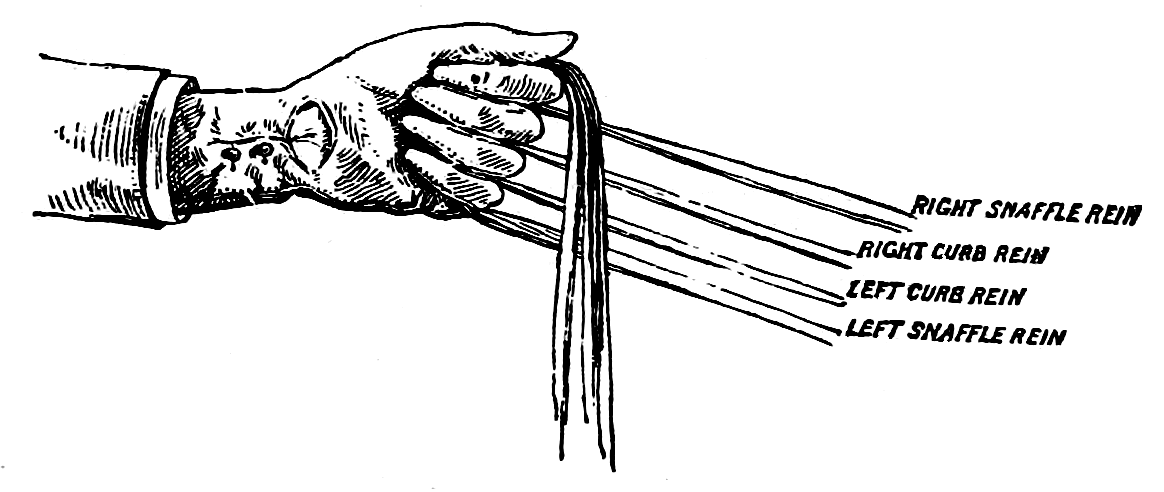
Zügelführung in einer Hand

Eine besonders weich wirkende Dressurkandare hat fest verschweißte Hebel, eine doppelt gebrochene Unterlegtrense und eine Kinnkette mit eng geschlungenen Gliedern, die den Druck auf mehr Glieder verteilt. Die Kinnkette kann auch mit einem schützenden Lederstück versehen werden, und es gibt auch Kinnriemen, die ganz aus Leder bestehen (Erweichung des Leders bewirkt ein Nachlassen der Präzision, daher muss ein lederner Kinnriemen öfter getauscht werden).
Im Dressursport wird inzwischen fast immer das „Englische Reithalfter“ zur Kandare verwendet. Die meisten anderen Reithalfter würden die Mundstücke behindern.
Der Reiter hat insgesamt vier Zügel zu führen. Diese Zügel können in unterschiedlicher Weise geführt werden und wirken demnach unterschiedlich auf das Pferdemaul ein.
Drei zu Eins
Die ursprüngliche Standardzügelführung. Beide Kandarenzügel und der linke Trensenzügel werden mit der linken Hand geführt, der rechte Trensenzügel mit der rechten Hand. Der linke Trensenzügel läuft meist zwischen kleinem und Ringfinger, der linke Kandarenzügel zwischen Ringfinger und Mittelfinger und der rechte Kandarenzügel zwischen Mittelfinger und Zeigefinger. In einer Variante können alle Zügel um einen Fingerzwischenraum zum kleinen Finger verschoben sein.
In einer Faust
Fortgeschrittene Variante der Kandarenführung, bei der auch der rechte Trensenzügel mit der linken Hand gehalten wird, und zwar zwischen Daumen und Zeigefinger, oder zwischen Zeigefinger und Mittelfinger. Diese Variante ermöglicht das Führen einer Waffe in der rechten Hand und war deswegen die vorherrschende Zügelführung beim Militär.
Die beiden vorgenannten Varianten tragen am besten der Tatsache Rechnung, dass mit der ungebrochenen Kandarenstange eine einseitige Zügeleinwirkung nur sehr eingeschränkt möglich ist. Ein Nachgeben jedes einzelnen Zügels in der linken Hand ist durch ein Strecken des Fingers, um den der jeweilige Zügel läuft, möglich. Ein Nachgeben von Trense und Kandare auf der linken Seite ist durch Verkippen der Faust nach oben, auf der rechten Seite nach unten möglich. Bei Wendungen ist noch stärker als beim Reiten auf Trense darauf zu achten, dass der äußere Zügel das Pferd nicht in der Biegung hemmt; gegebenenfalls ist hier sogar der Kandarenzügel etwas nachzugeben.
Geteilte Zügel
Je ein Kandarenzügel und ein Trensenzügel in jeder Hand. Sie wird im modernen Dressursport fast ausschließlich verwendet. Nachteilig ist zu nennen, dass der Reiter keine exakte Hilfe mit dem Trensengebiss oder Kandarengebiss geben kann, da er die Zügel verdreht in der Hand hält. Meist ist das Gewicht auf der Kandare höher.
Französische Führung
Dabei wird der gleichseitige Trensenzügel zwischen Daumen und Zeigefinger, die Kandare unter dem gleichseitigen kleinen Finger geführt. Vorteil dieser auch als Fillis-Führung bezeichneten Führung ist, dass Kandare und Unterlegtrense sehr präzise eingesetzt werden können. Dies verlangt entsprechende Erfahrung und Kenntnis des Reiters. Diese Führung gibt es in einer weiteren Variante als umgekehrte Fillis-Führung, bei der Kandaren- und Trensenzügel vertauscht sind.
Die französische Führung kann einzeln auf Trensengebiss und Kandare einwirken. Die Kandare wirkt senkend, während das Gebiss hebend wirkt.
Die französische Führung wurde beispielsweise von S. Filatow, P. Karl, N. Oliviera und W. Schultheis oft benutzt.
Kandare blank
Beim „Reiten auf Kandare blank“ hängen die Trensenzügel durch, das Pferd wird also ausschließlich mit den Kandarenzügeln geführt. Diese Führung erfordert eine sehr feine Abstimmung des Pferdes und einen hohen Ausbildungsstand.

## Fahrkandare
Beim Fahren werden meist entweder Doppelringtrensen oder Fahrkandaren verwendet.